# Barney McKenna
Bernard Noël "Banjo Barney" McKenna (Dublin, 16 de dezembro de 1939 - Howth, 5 de abril de 2012) foi um  músico irlandês.

## Biografia
Artista de rua em Dublin, conheceu Ronnie Drew em 1962. Ambos juntou-se a Luke Kelly e Ciaran Bourke, em shows no Pub O'Donoghue na Merrion Row, um pouco longe do Parlamento irlandês. Originalmente chamados de Ronnie Drew Group, mas mudou o seu nome para a The Dubliners, depois da a coleta de contos de James Joyce. Foi o último membro da banda a morrer.